# Райх, Отто
Отто Райх (нем. Otto Reich; 5 декабря 1891, Вальдхаузен — 20 сентября 1955, Дюссельдорф) — оберфюрер войск СС, комендант лагеря Лихтенбург в Третьем рейхе.

## Биография
Родился 5 декабря 1891 в Вальдхаузена, графство Инстербург, Восточная Пруссия. После окончания восьмилетней начальной школы был призван в армию в качестве солдата. С 1907 года проходил обучение в школе сержантов Бартенштайн, а затем спустя двухгодичной начальной подготовки посещал школу унтер-офицеров в Потсдаме.
В конце 1911 года зачислен в 4-й полк пешей гвардии 1-й гвардейской пехотной дивизии Прусского гвардейского корпуса. В 1914 году вступил в рейхсвер и по 1918 год участвовал в Первой мировой войне, в марте 1915 года был произведен в сержанты.
В 1929 году вступил в НСДАП (партийный № 289 356) и в СС (билет № 9948). С 1931 года он возглавлял 1-й штурм 5-го штурмбанна 6-го штандарта СС в Берлине. После прихода к власти нацистов поступил на службу в ряды Лейбштандарта СС Адольф Гитлер (LSSAH) (с 17 марта 1933 года). Он был одним из 120 членов СС, которых выбрал лично Йозеф («Зепп») Дитрих для личной охраны Гитлера. По примеру этого «штандарта» Гиммлер создал так называемые «зондеркомманды СС», а позднее «подразделения готовности».
Именно одно из таких подразделений в Берлине возглавлял Райх с 1933 года. Из-за конфликта с командиром LSSAH Дитрихом, 1 март 1935 года был уволен из лейбштандарта и в звании штандартенфюрера был направлен комендантом концлагеря Лихтенбург. Отто Райх оставался на этом посту до 30 марта 1936 года. По его собственной просьбе ему пришлось покинуть должность коменданта концлагеря и с 1 апреля 1936 года он возглавлял караульный отряд в концлагере Эстервеген.
С июля 1937 по октябрь 1938 года являлся командиром 2-го штандарта «Бранденбург» (Brandenburg) в концентрационном лагере Заксенхаузен, а позже — после аншлюса Австрии в 1938 году руководил 4-м штандартом «Остмарк» (Ostmark) в концентрационном лагере Маутхаузен.
С 10 апреля 1941 по июль того же года возглавлял Добровольческий полк СС «Нордвест», а с июля 1941 по апрель 1942 года — командир Добровольческого Легиона «Нидерланды». После этого сразу был переведен в район «Россия-Север» (Russland-Nord), где до февраля 1943 года возглавлял комендатуру войск СС и полиции в Риге.
Из-за обострения хронического заболевания был отозван с фронта и с 13 февраля 1943 года в звании оберфюрер Войск СС являлся сотрудником Главного офиса (информационной службы) ОрПо (Полиция порядка) в Катовице (Верхняя Силезия). Затем он провел некоторое время, работая в штабе Департамента СС по персоналу, а в августе 1944 года и перешел на службу в главный офис ОрПо. С августа 1944 года он был начальником полиции порядка в Загребе (немецкое название — Аграм), а после смерти Вилли Бранднера даже ненадолго сменил его на посту руководителя СС и полиции безопасности региона и на этом посту оставался до 6 января 1945 года.
До конца Второй мировой войны проходил службу в качестве офицера в отделе кадров главного офиса Департамента СС. После войны Райх так и не предстал перед судом. Умер он естественной смертью 20 сентября 1955 года в Дюссельдорфе, в возрасте 63 лет.

## Награды
- Железный крест (1914) 2-го класса
- Крест Гинденбурга для фронтовиков
- Крест Военных заслуг 1-го класса
- Кольцо «Мертвая голова»
- Нагрудный знак «За борьбу с партизанами» в бронзе
- Планка «За ближний бой» в серебре
- Пехотный Штурмовой знак в серебре